# Undergrunn
Undergrunn è un gruppo musicale norvegese formatosi nel 2017. È costituito dai musicisti Patrick Bakkeng, Gabriel Doria, Marcos Haugestad, Sverre Skogheim, Gudmestad, Jo Almaas Marstein e Jon Ranes.

## Storia del gruppo
Gli Undergrunn sono saliti alla ribalta col primo album in studio Firenze's Finest (2020), classificatosi 40º nella VG-lista. Buketter & Ballspill (2021), invece, ha esordito al 37º posto.
Il terzo disco eponimo (2022) si è collocato in cima alla classifica norvegese ed è stato certificato doppio platino dalla IFPI Norge per le 40 000 unità equivalenti. Nello stesso anno hanno ricevuto un Spellemannprisen su cinque nomination. Il quarto LP Egoland (2023) è anch'esso arrivato al vertice della graduatoria norvegese; tale progetto ha fatto guadagnare al gruppo quattro candidature nell'ambito dello Spellemannprisen, vincendo quello dell'anno.
Il ramo norvegese della International Federation of the Phonographic Industry ha certificato ulteriori 330 000 unità in singoli. Nel maggio 2025 è stato presentato il loro quinto disco di inediti, Memoarer, numero uno in patria; le dieci tracce sono inoltre comparse nella top 100.

## Formazione
- Patrick Bakkeng
- Gabriel Doria
- Marcos Haugestad
- Sverre Skogheim Gudmestad
- Jo Almaas Marstein
- Jon Ranes

## Discografia

### Album in studio
- 2020 – Firenze's Finest
- 2021 – Buketter & Ballspill
- 2022 – Undergrunn
- 2023 – Egoland
- 2025 – Memoarer

### EP
- 2018 – Ug sommer
- 2024 – Norge elsker rap

### Mixtape
- 2019 – Mixtape

### Singoli
- 2018 – Isbil
- 2018 – Bedre enn deg
- 2019 – President Money
- 2020 – Trapmobile
- 2020 – Savner min klikk
- 2021 – Risiko
- 2021 – Han solo (con Oscar Blesson)
- 2022 – Peroni & Perignon
- 2023 – Klikk
- 2023 – 2x Spektrum Freestyle
- 2025 – Pilestredet